# رانسوم ای. اولدز
رانسوم ای. اولدز (به انگلیسی: Ransom E. Olds) (زاده ۳ ژوئن ۱۸۶۴ - درگذشت ۲۶ اوت ۱۹۵۰) صنعتگر، کارآفرین و مکانیک آمریکایی فعال در صنعت خودروسازی بود. وی در سال ۱۸۹۷ شرکت خودروسازی اولدزموبیل را، تأسیس کرد.